# UnoTheActivist
Трой Вашон Донте Лейн (англ. Troy Vashon Donte Lane), відомий як UnoTheActivist — американський репер з Атланти, штат Джорджія. Він також відомий співпрацею з іншими реперами з Атланти - Playboi Carti та Thouxanbanfauni.

## Біографія
Лейн почав читати реп у дев'ятому класі. Свій перший сингл він випустив, будучи старшокласником. Він також був близьким другом репера з Атланти Playboi Carti, що призвело до припущень, що вони були двоюрідними братами. Однак Лейн згодом підтвердив, що вони не є родичами.

## Кар'єра

### 2015-16: Початок
У 2015 році він випустив спільний проект з репером з Атланти Thouxanbanfauni під назвою «For Christ Sake».

### 2017-сьогодення
У травні 2017 року Трой випустив сингл з Playboi Carti під назвою «What», який набув популярності після того, як на YouTube-каналі ASAP Rocky на нього було викладено кліп. У червні 2017 року випустив спільну пісню з американським репером Famous Dex під назвою «Hold Up». У вересні 2017 року випустив мікстейп «Live.Shyne.Die». У січні 2019 року з'явився на синглі репера Elias Boussnina «Bring the Pain». У лютому 2019 року випустив продовження спільного проекту з Thouxanbanfauni під назвою «For Christ Sake 2». У січні 2021 року випустив свій другий альбом під назвою «Unoverse».
У вересні 2022 року він випустив свій наступний проект — «Limbus 3».
У жовтні 2022 року він написав у Twitter: «Тим не менш, це був мій останній проект, прощавай, андерграунд, я пішов».

## Дискографія

### Студійні альбоми
- 2020 — 8
- 2020 — Limbus 3

### Колабораційні альбоми
- 2020 — Might Not Make It (з Тревісом Баркером)
- 2021 — Time to Live (з Calabasas)
- 2021 — Yokohama (з MadeinTYO)

### Мініальбоми
- 2013 — Welcome to Uno World
- 2015 — No More Thotties
- 2017 — Sorry for the Wait (Brooke's Interlude)
- 2018 — Limbus Part 1
- 2022 — No Ceilings

### Мікстейпи
- 2015 — Gift of Gab
- 2017 — Live.Shyne.Die
- 2018 — Limbus, Pt. 2
- 2019 — Deadication
- 2020 — Deadication 2: Lost Files
- 2021 — Unoverse
- 2021 — Unoverse 2
- 2021 — Unoverse 3
- 2022 — Limbus 2.5